# Aeroportul Santa Rosa
Aeroportul Santa Rosa (IATA: RSA, ICAO: SAZR) este un aeroport din Provincia La Pampa, Argentina ce deservește zona Santa Rosa⁠(d). Aeroportul a fost tranzitat în decembrie 2022 de 4.057 de pasageri.
Situat la o altitudine de 192 m, aeroportul dispune de o singură pistă. Este operat de Aeropuertos Argentina⁠(d).